# صمام قري

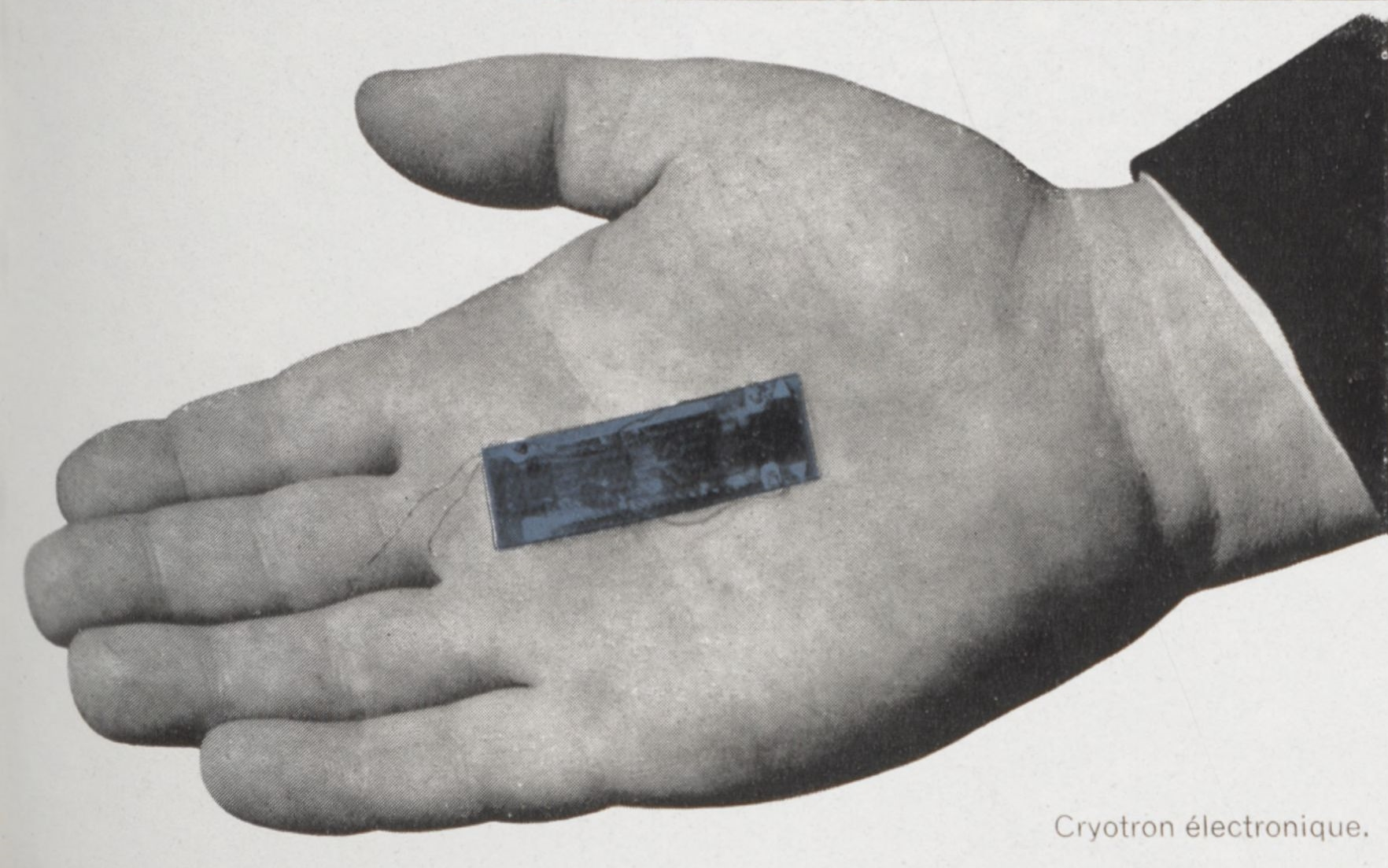
صمام قري (1959)

الصمام القري  (بالإنجليزية: Cryotron) هو نبيطة إلكترونية دقيقة يمكن أن يستعمل محولًا أو مضخمًا ولا يزيد طوله على 2,5ملم تقريبا. وهو من الصغر بحيث يمكن وضع 100 منه في كشتبان. وبفضل صغر حجمه، أصبح بالإمكان تصغير حجم أجهزة الحاسوب والأجهزة الإلكترونية الأخرى. ويعمل الصمام القري بمبدأ الموصلية الفائقة ، وهو قدرة بعض الفلزات مثل الرصاص ـ على توصيل التيار الكهربائي دون مقاومة في درجات حرارة تقل عن -215م° ، أو تقترب من الصفر المطلق. وهناك حاوية من الهيليوم السائل تحيط بالصمامات القرية وتبردها إلى تلك الدرجات المنخفضة. ولكن يمكن لمجال مغنطيسي أن يقضي على الموصلية الفائقة، مما يسبب عودة المقاومة إلى الفلز الفائق الموصلية، وهكذا ينقطع مرور التيار أو يمر جزء صغير منه فقط.